# موكول ديف
موكول ديف هو عارض وممثل هندي، ولد في 30 نوفمبر 1970 بدلهي في الهند.

## وصلات خارجية
- موكول ديف على موقع IMDb (الإنجليزية)
- موكول ديف على موقع ألو سيني (الفرنسية)
- موكول ديف على موقع أول موفي (الإنجليزية)
- موكول ديف على موقع قاعدة بيانات الفيلم (الإنجليزية)
- موكول ديف على موقع كينوبويسك (الروسية)